# De Baron van het Ginneken
De Baron van het Ginneken is de titel die in het voormalige dorp het Ginneken bij Breda tijdens carnaval wordt gegeven aan de lokale Prins Carnaval.
Hoewel de naam “Baron” zal zijn bedacht vanwege de Baronie van Breda. Heeft de rest van het verhaal er niets mee te maken.
Carnavals Vereniging ’t Lestogenblik is al sinds 1959 actief in het Ginnekens en Bredaas carnaval. In 1968 werd het carnaval in het Ginneken steeds groter en er werd besloten een “aanvoerder” aan te stellen. Er is een simpele reden om niet voor een canavalsprins te kiezen. De regels rondom een Prins stonden al vast in verschillende carnavalssteden en dorpen. Een Prins had een Raad van 11, een Nar, en Pliesie (Politie) en nog een heel gevolg. De eerste reden was daarom simpel; ’t Lestogenblik had (nog) niet genoeg leden om deze taken in te vullen voor dit gevolg van 20 mensen.
De baron is ontstaan uit de geschiedenis van het dorp en het brein van ene Wim Siegmund. Een van de bestuursleden had tijdens een vergadering een borstbeeld meegebracht. Hij zou gezegd hebben “Dit is onze voorvader, daar moet ‘de Sieg’ maar eens een verhaal over schrijven.” Wim schreef het verhaal van Charles le Dernièrre du Moment en de le Dernièrre du Moment dynastie was geboren.

## Het verhaal
In het Ginneken leefde in begin 1600 een pretbaron uit Frankrijk afkomstig. Hij zet in het Ginneken flink de bloemetjes buiten, tijdens de ‘Vastenavond’. Hij werd verbannen voor zijn overmatige uitbundigheid. Net voor hij overhaast vertrekt maakt hij zijn testament op en begraaft het. In 1968 werd het opgegraven en veranderde het Ginnekens carnaval voor altijd.

## Rondom de Baron
Een van de taken van de Baron is het "Droogleggen van de Pomp" die vanaf dan geen water meer geeft zodat iedereen bier zal moeten drinken. Tevens is hij aanwezig in 't Aogje bij 'Het gelag der Vorsten' en vervult hij allerlei zaken om het carnaval in het Ginneken voort te laten gaan. Helaas weet de Baron geen maat in leut en drinkt hij zich elk jaar weer het graf in. Op de dinsdagavond van het carnaval rouwt de bevolking van het Ginneken om hun Baron. Dan wordt er in het Ginneken een van de plechtigste carnavalssluitingen van de omgeving gehouden. Mijnheer de Baron wordt met alle egards door de straten gedragen, gevolgd door de rouwende familie en het gevolg van de Baron. Langs de rouwstoet doven de lichten en worden kaarsen ontstoken. Nog een laatste rondgang rond de pomp en het carnaval is voorbij.